# جثسيماني
جثسيماني (بالسريانية: ܓܕܣܡܢ، وتعني حرفياً: "عصر الزيت") هو بستان في جبل الزيتون في مدينة القدس يعرف بأنه المكان الذي صلى فيه يسوع في الليلة السابقة للصلب وفقاً للعقيدة المسيحية.

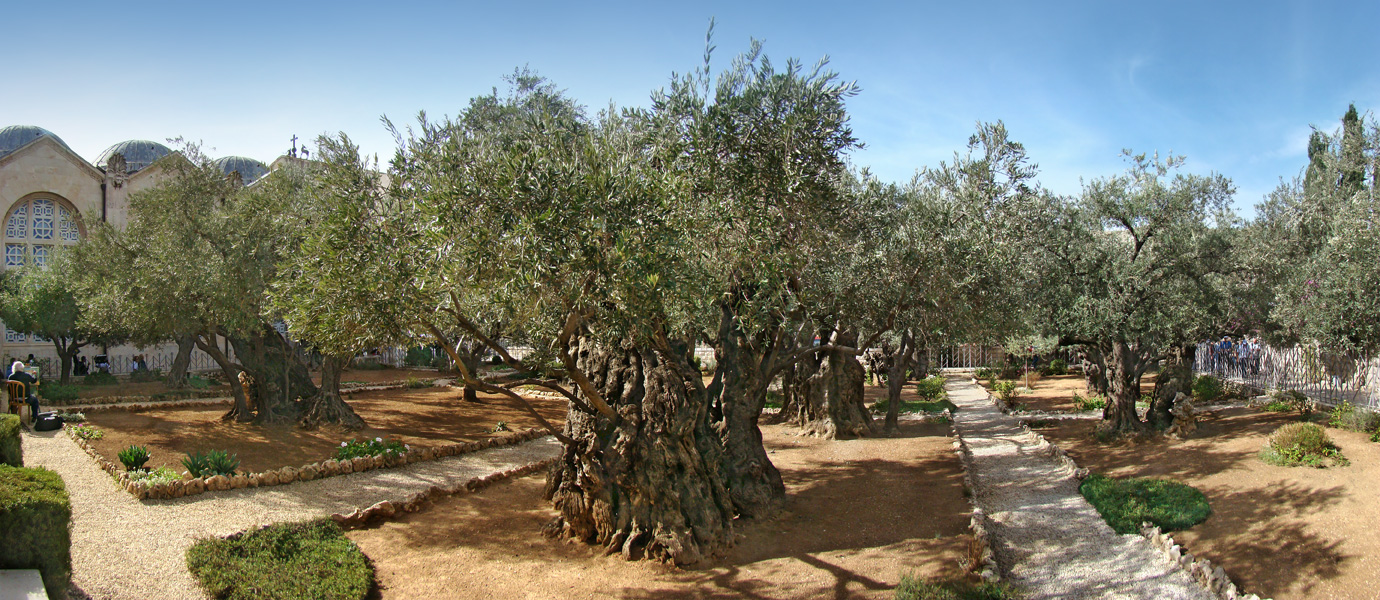
بستان جثسيماني

## أصل التسمية
أصل كلمة جثسيماني آرامي معناه معصرة الزيت، وهي مكان يصفه متى ومرقس بانه كان ضيعة أي مكانا محاطا بسياج (متى 36:26، مرقس 32:14) ويقول عنه يوحنا أنه بستان (يوحنا 18 : 1)، ويكتفي لوقا بوصفه بالمكان (لوقا 39:22) وكان يقع على جبل الزيتون، عبر وادي قدرون (يوحنا 18 : 1).

## الموقع

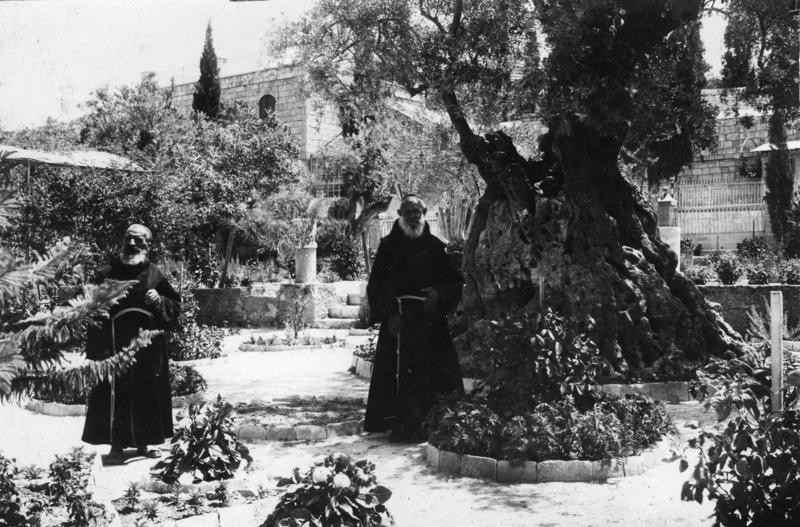
بستان جثسيماني, 1914

تحديد موقع جثسيماني مازال موضع خلاف. فلكل من الغربيين والروس، والأرمن، واليونانيين الأرثوذكس تقاليدهم عن تحديد الموقع. ولكن من المتفق عليه أن بستان جثسيمانى كان يقع على سفح الجبل، فوق الطريق الواصل بين القدس وبيت عنيا. واقدم التقاليد ــ والتي ترجع إلى عصر الامبراطورة هيلينا عند زيارتها لأورشليم في 326 م ــ يحدد الموقع بكنيسة قبر العذراء على بعد نحو خمسين ياردة إلي الشرق من القنطرة على وادي قدرون، وهذا يجعل الموقع في منتصف الطريق بين بوابة استفانوس والباب الذهبي، أي في مواجهة الهيكل تماما، وقد احاطه الرهبان الفرانسسكان بالأشجار والزهور. وهناك ثمانية أشجار زيتون قديمة جدا، يقولون انها ترجع إلي زمن الرب، وهو امر مستبعد لان يوسيفوس المؤرخ اليهودي يقول ان تيتوس الرومانى قد اجتث كل الأشجار حول أورشليم عند حصاره لها. بعد نحو مائة ياردة من جهة الشمال، يوجد كهف يقال أنه المكان الذي جثا فيه يسوع و صلى (لوقا 22 : 41) ولكن اليونانيين يحددون موقعا أخر. كما يوجد في مكان يعلو ذلك المكان كنيسة روسية. وقد يكون هذا الموقع التقليدي قريبا جداً من الطريق العام مما لا يجعله مكانا صالحا للخلوة. ولكن تلك السفوح طرأ عليها الكثير من التغيرات خلال القرون.

## أشجار الزيتون
بحسب دراسة اجراها المجلس الوطني لبحوث الاشجار في إيطاليا ومعهد تمبر واكاديميون من خمس جامعات إيطالية، إن تقييم العمر باستخدام الكربون كشف عن أن العينات المأخوذة من أقدم جزء في جذوع ثلاث من الأشجار الثمانية في جثسيماني تعود إلى الأعوام الميلادية 1092 و1166 و1198  ولم ترد في الكتابات العلمية إشارة الي نباتات أطول عمرا من أشجار الزيتون هذه. وتعتبر أشجار الزيتون في جثسيماني من بين أقدم الأشجار ذات الأوراق العريضة في العالم.
ولم تحسم نتائج الفحوص التي اجريت على الأشجار في حديقة الجثمانية مسألة ما إذا كانت الأشجار الكثيفة المتشابكة هي نفس الاشجار التي أظلت السيد المسيح حيث يقول الكتاب المقدس إنه صلى هناك قبل ان يخونه يهوذا وذلك لأن الباحثين يقولون ان أشجار الزيتون يمكن ان تنمو مرة أخرى من الجذور بعد قطعها.